# 발트해 송유관

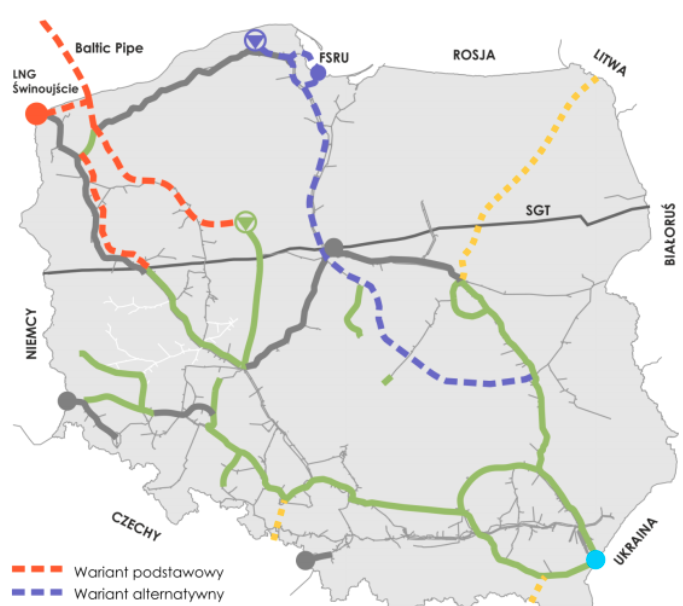
폴란드 가스 파이프라인의 목표 네트워크

폴란드의 전력원별 발전량

발트해 파이프라인은 유로파이프 II(노르웨이와 독일 사이의 북해를 가로지름)와 폴란드를 잇는 천연가스 파이프라인이다. 이것은 새로운 유럽 가스 공급 회랑을 만들기 위한 전략적 인프라 프로젝트이다.
발트해 파이프라인은 북해에서 덴마크를 거쳐 폴란드로 연간 최대 10십억 세제곱미터 (350십억 세제곱피트)의 천연가스를 운송한다. 이 프로젝트는 덴마크 가스 및 전력 송전 시스템 운영업체인 에네르기네트와 폴란드 가스 송전 시스템 운영업체인 가스-시스템이 개발했다. 이 프로젝트는 유럽 연합의 공동 관심사 프로젝트로 인정된다.
발트해 파이프라인은 2022년 9월 27일에 공식적으로 운영을 시작했다. 이는 2022년 9월 26일 일련의 아직 설명되지 않은 폭발로 인해 러시아에서 독일로 가는 노르트스트림 1 및 노르트스트림 2 파이프라인이 작동 불능 상태가 된 지 하루 만의 일이다.

## 역사
이 프로젝트는 2001년 덴마크 석유 및 가스 회사인 DONG과 폴란드 석유 및 가스 회사인 PGNiG가 파이프라인 건설 및 덴마크의 폴란드 가스 공급에 관한 협정을 체결하면서 시작되었다. DONG이 지분의 3분의 2를, PGNiG가 3분의 1을 소유하고 스타토일의 참여 가능성을 포함하는 파이프라인 컨소시엄을 설립하기로 합의했다. 그러나 곧 경제적 타당성 문제로 프로젝트가 중단되었다.
프로젝트는 2007년에 재개되었다. 2007년 5월 2일, PGNiG와 덴마크 송전 시스템 운영업체인 에네르기네트는 DONG으로부터 덴마크 천연가스 송전망을 인수받았으며, 스칸레드를 노르웨이에서 공급하는 공급선으로 사용하여 발트해 파이프라인 건설 가능성을 탐색하는 협약을 체결했다. 2008년 8월, 폴란드 정부는 PGNiG를 프로젝트 파트너로서 완전 국영 파이프라인 운영업체인 가스-시스템으로 대체했다.
2009년 5월 18일, 유럽 연합 집행위원회는 유럽 에너지 회복 프로그램을 위한 보조금 제안 요청을 시작했다. 위원회는 스칸레드와 발트해 파이프라인 프로젝트 구현을 위해 약 1억 5천만 유로를 할당할 것을 제안했다. 유럽 연합 집행위원회는 파이프라인의 기술 설계를 위해 320만 유로를 제공했다. 그러나 2009년 6월 16일, 가스-시스템은 스칸레드 프로젝트의 중단과 폴란드 내 천연가스 수요 부족으로 인해 프로젝트 시행을 중단했다. 이 프로젝트는 석탄 및 동부 가스 사용을 줄이기 위해 폴란드에 의해 2010년 2월 재검토 후 재활성화되었다.
현재 프로젝트는 2016년 새로운 타당성 조사가 실시되면서 시작되었다. 이 프로젝트는 2013년 유럽 연합 집행위원회의 공동 관심사 프로젝트 첫 목록에 포함되었고, 2015년 11월 18일 구속력 있는 목록에 포함되었다. 2017년 11월 24일에는 세 번째로 포함되었다. 2017년 중반, 에네르기네트와 가스-시스템(각각 프로젝트의 절반을 소유)은 공개 입찰 절차를 시작했다. 2018년 1월, 이들은 시장 참여자들과 15년 용량 계약을 체결했다. 2018년에는 덴마크, 스웨덴, 독일, 폴란드에서 공청회가 열렸다. 2018년 7월, 유럽 연결 설비로부터 1830만 유로의 보조금이 지급되었다. 2019년 4월, 유럽 연합 집행위원회에 의해 이 프로젝트에 2억 1490만 유로의 자금이 지원되었다.
2018년에 덴마크와 폴란드는 보른홀름섬과 폴란드 사이의 3,600 km2 (1,400 mi2) 발트해 영해에 대한 합의를 체결하면서 40년간의 해양 경계 분쟁을 종식시켰고, 덴마크는 해당 지역의 80%를 확보했다. 이는 발트해 파이프라인 건설의 길을 열었다.
2018년부터 2020년까지 발트해 해상 파이프라인의 건설 및 운영에 필요한 허가를 얻기 위해 분석, 조사 및 설계 작업이 수행되었다. 스웨덴과 독일 해역을 통한 노선이 가능했으며, 스웨덴 노선이 선택되었다.
2018년 폴란드에서 생산된 전력의 48%는 경석탄, 29%는 갈탄, 13%는 재생 가능 에너지원(대부분 풍력)에서, 7%는 천연가스에서 나왔다.
2021년 6월 3일, 덴마크 환경식량항소위원회는 2019년에 발트해 파이프라인에 발급된 토지 허가를 취소했다고 발표했다. 항소위원회에 따르면, 덴마크 환경보호청이 프로젝트에 대해 내린 허가는 덴마크를 가로지르는 210km(130마일) 길이의 파이프라인 건설 중 도마우스, 북유럽 자작나무쥐 및 박쥐를 보호하기 위해 취해질 조치를 충분히 명시하지 않았다. 이 결정은 덴마크 환경청이 더 많은 연구를 수행해야 함을 의미했다.
2021년 6월 19일, 덴마크 환경보호청은 발트해 파이프라인 프로젝트가 덴마크를 가로지르는 210-킬로미터 (130 mi) 경로의 특정 부분에서 건설 작업을 재개할 수 있다고 밝혔다. 전체 프로젝트가 3개월 지연될 것으로 예상되지만, 2022년 10월까지 합의된 용량의 상당 부분을 공급하고 2022년 말까지 전체 용량을 공급할 수 있을 것으로 예상된다.
2021년 12월 21일, 덴마크 환경보호청은 발트해 파이프라인 환경 영향 평가 보고서 및 프로젝트의 초안 공청회를 위한 8주간의 공청회 기간을 시작했다.
2022년 3월 1일, 덴마크 환경보호청은 2021년 덴마크 환경식량항소위원회에 의해 취소되었던 발트해 파이프라인 가스 파이프라인에 대한 새로운 환경 허가를 발급했다. 새로운 허가로 인해 에네르기네트는 유틀란트 반도 동부와 퓐 섬 서부의 프로젝트 부분에 대한 건설을 재개할 수 있다.
2022년 4월, 북해 연결이 이루어졌다. 육상 작업은 여전히 남아있었다.
에네르기네트는 2022년 9월 27일부터 발트해 파이프라인 시운전을 시작했으며, 지연된 부분에 대한 임시 대체로 덴마크의 기존 가스 송전 시스템 일부를 사용했다. 전체 프로젝트는 2023년 1월 1일까지 연간 최대 10십억 cubic metres per annum (350십억 cubic feet per annum)의 전체 용량으로 운영될 것으로 예상된다. 8월까지 파이프라인은 덴마크와 폴란드 사이에서 용접, 테스트 및 청소가 완료되었다. 9월 15일, PGNiG는 자신들이 50%를 소유하고 있는 노르웨이 코페르니쿠스 석유 및 가스전에서 탄화수소가 발견되지 않았다고 발표했다. 9월 23일, PGNiG와 에퀴노르는 2023년부터 2033년까지 발트해 파이프라인을 통해 연간 2.4십억 cubic metres per annum (85십억 cubic feet per annum)의 가스를 공급하는 10년 계약을 발표했다. 발트해 구간 개통은 2022년 9월 27일 폴란드 슈체친에서 이루어졌고, 북해 구간은 2022년 11월 1일에 개통했다. 전체 용량은 2022년 11월 30일에 준비되었다.

## 기술적 특징
원래의 275-킬로미터 (171 mi) 해저 파이프라인은 덴마크 팍세 (덴마크) 남부와 폴란드 니에호제-포고젤리차를 연결할 예정이었다. 이 파이프라인 건설 비용은 파이프 직경에 따라 3억 3천5백만에서 3억 5천만 유로로 추정되었다. 양방향 가스 흐름을 허용하도록 건설될 계획이었다.
현재 프로젝트는 다섯 가지 주요 부분으로 구성되어 있다.
- 북해 해상 파이프라인 – 북해의 노르웨이 가스 시스템과 덴마크 가스 전송 시스템 사이의 해상 파이프라인으로, 노르웨이와 독일을 연결하는 유로파이프 II에서 분기된다. 육상 연결 지점은 덴마크 서해안 블라뵈르크 근처에 있다. 이 해상 파이프라인은 에네르기네트에 의해 건설 및 운영되었다.
- 덴마크 육상 – 기존 덴마크 전송 시스템을 서쪽에서 동쪽으로 확장하는 것으로, 200 킬로미터 (120 mi)의 새로운 파이프라인을 포함한다. 덴마크에서의 확장은 블라뵈르크에서 니브로까지의 새로운 파이프라인 건설, 니브로의 수신 설비 건설, 에게트베드에서 릴레벨트 해협까지의 새로운 파이프라인 건설, 릴레벨트 해협을 가로지르는 새로운 파이프라인 건설, 릴레벨트 해협에서 뉘보르까지 퓐섬을 가로지르는 새로운 파이프라인 건설, 그리고 콩스마르크에서 셸란섬 남동부의 발트해 해상 육상 연결 지점까지 셸란섬에 새로운 파이프라인 건설을 포함한다. 이것은 에네르기네트에 의해 건설 및 운영된다.
- 덴마크 셸란섬 동부에 위치한 압축기 스테이션으로, 덴마크와 폴란드 사이의 파이프라인에 필수적이다. 또한 역류를 보장한다. 이것은 에네르기네트에 의해 건설 및 운영되며, 가스-시스템과 공동으로 자금을 조달한다.
- 덴마크와 폴란드 사이의 양방향 가스 전송을 제공하는 275 킬로미터 (171 mi)의 발트해 해상 파이프라인. 경로는 덴마크 및 폴란드 해상 지역과 스웨덴 배타적 경제 수역을 통과하며, 선호되는 육상 연결 지점은 덴마크 팍세 (덴마크) 남부와 폴란드 니에호제–포고젤리차이다. 해상 파이프라인은 가스-시스템에 의해 건설 및 운영된다.
- 폴란드 육상 – 폴란드 가스 전송 시스템 확장으로, 230 to 340 킬로미터 (140 to 210 mi)의 새로운 파이프라인과 3개의 가스 압축기 스테이션을 포함한다. 해상 가스 파이프라인을 국가 전송 시스템에 연결하는 육상 가스 파이프라인 건설, 골레니우프–루보베크 파이프라인 건설, 골레니우프 가스 압축기 스테이션 확장, 구스토르진 가스 압축기 스테이션 건설, 그리고 오돌라누프 가스 압축기 스테이션 확장을 포함한다. 이것은 가스-시스템에 의해 건설 및 운영된다.

2022년 12월에 완전히 가동되면, 노르웨이에서 덴마크와 폴란드로 연간 10십억 cubic metres per annum (350십억 cubic feet per annum)의 가스 운송 용량을 가지며, 폴란드에서 덴마크로 연간 3십억 cubic metres per annum (110십억 cubic feet per annum)의 가스 운송 용량을 갖는다. 북해에서 폴란드까지의 파이프라인은 총 길이 800–950 킬로미터 (500–590 mi)이다.
발트해 파이프라인은 야말 파이프라인을 통해 러시아에서 들어오는 폴란드 가스 수입량의 약 60%를 대체할 수 있는 용량을 가지고 있다.

## 같이 보기
- 2022 러시아–유럽 연합 가스 분쟁
- 노르트스트림 1 및 노르트스트림 2
- 폴란드의 에너지
- 폴란드–리투아니아 가스 상호 연결
- 천연가스 파이프라인 목록
- 시비노우이시치에 LNG 터미널